# HP-01
El Hewlett-Packard HP-01 es un reloj calculadora, diseñado y fabricado por Hewlett-Packard (HP). Utilizaba 7 luces led por dígito, con una disposición de 7 cifras + punto decimal en su pantalla digital.

## Historia
Presentado en 1977, en pleno auge de los relojes LED, había cinco modelos disponibles: dos chapados en oro y tres de acero inoxidable. Los precios oscilaban entre US$450 y US$550 para el modelo de gama baja de acero u oro, y US$850 (el equivalente a entre 2200 y 4200 dólares en 2023). HP también vendía un kit de reemplazo de pilas que permitía a los clientes cambiarlas ellos mismos. El reloj utilizaba dos pilas para la pantalla y una para el circuito integrado del procesador. También incluía un bolígrafo con un lápiz táctil en la parte trasera. La mayoría de los 28 botones del HP-01 están ocultos y diseñados para presionarse con un lápiz táctil, que se guardaba en la correa. La producción se interrumpió a finales de 1979.
El HP-01 es una pieza singular no solo por ser el único reloj de Hewlett-Packard, sino también por estas características:
- Tipo de datos para hora, fecha e intervalo de tiempo, y la capacidad de realizar cálculos matemáticos con estos tipos de datos.
- Un cronómetro que permite multiplicar o dividir el tiempo del cronómetro por una constante y mostrar los resultados continuamente. Esto se conoce como "Cálculo de Velocidad Dinámica". También puede mostrar el día de la semana para cualquier fecha entre 1900 y 2099.
- El HP-01 fue la primera calculadora algebraica de Hewlett-Packard. Anteriormente, todas las calculadoras de HP utilizaban la notación polaca inversa. Algunas calculadoras HP posteriores utilizan una combinación de ambos sistemas.